# Lawson Robertson
Lawson N. « Robbie » Robertson (né le 24 septembre 1883 à Aberdeen et décédé le 22 janvier 1951 à Philadelphie) est un athlète américain pluridisciplinaire devenu entraîneur. Mesurant 1,83 m pour 68 kg, il était affilié à l'Irish-American Athletic Club. Il devient par la suite entraineur de l’I-AAC, notamment de Bill Carr, avant de devenir en 1928 l'entraîneur de l'équipe des États-Unis d'athlétisme.

## Biographie

### Palmarès
| Date | Compétition                | Lieu        | Résultat | Épreuve            | Performance |
| ---- | -------------------------- | ----------- | -------- | ------------------ | ----------- |
| 1904 | Jeux olympiques d'été      | Saint-Louis | 6e       | 100 mètres         |             |
| 1904 | Jeux olympiques d'été      | Saint-Louis | 3e       | Hauteur sans élan  | 1,457 m     |
| 1906 | Jeux olympiques intercalés | Athènes     | 5e       | 100 mètres         |             |
| 1906 | Jeux olympiques intercalés | Athènes     | 2e       | Hauteur sans élan  | 1,400 m     |
| 1906 | Jeux olympiques intercalés | Athènes     | 3e       | Longueur sans élan | 3,050 m     |
| 1906 | Jeux olympiques intercalés | Athènes     | 6e       | Pentathlon         | 36 pts      |

### Records
| Épreuve    | Performance | Lieu | Date |
| ---------- | ----------- | ---- | ---- |
| 100 mètres | 11 s 0      |      | 1908 |
| 200 mètres | 22 s 3      |      | 1906 |